# Sterowik czerwonobrzuchy
Sterowik czerwonobrzuchy (Tanysiptera nympha) – gatunek średniej wielkości ptaka z podrodziny łowców (Halcyoninae) w rodzinie zimorodkowatych (Alcedinidae). Słabo poznany ptak występujący tylko Nowej Gwinei w dwóch oddzielnych populacjach – jednej w części wyspy należącej do Papui-Nowej Gwinei, a drugiej w części należącej do Indonezji. Według IUCN jest gatunkiem najmniejszej troski.

## Systematyka
Pierwszego naukowego opisu taksonu dokonał angielski zoolog George Robert Gray, nadając mu nazwę Tanysiptera Nympha. Opis ukazał się w 1840 roku w „The Annals and Magazine of Natural History including Zoology, Botany, and Geology”. Autor jako miejsce typowe wskazał Nową Gwineę, co później uściślono do półwyspu Vogelkop (Ptasia Głowa). Tradycyjnie uważa się, że takson ten jest blisko spokrewniony ze sterowikiem brązowym (T. danae). Gatunek monotypowy; proponowany podgatunek rothschildi uznano za nieważny.

### Etymologia
- Tanysiptera: gr. τανυσιπτερος tanusipteros – „długopióry”, od τανυ- tanu- – „długo-”, od τεινω teinō – „rozciągać”; -πτερος -pteros – „-pióry”, od πτερον pteron – „pióro”[10].
- nympha: łac. nympha – „nimfa, narzeczona, dziewica”[11].

## Morfologia
Średniej wielkości ptak o dużym, szerokim u nasady, pomarańczowo-czerwonym dziobie. Nogi i stopy od różowo-pomarańczowych do czerwonych. Tęczówki ciemnobrązowe. Nie występuje dymorfizm płciowy. Obie płcie mają niebieską górną część głowy, szeroką czarną maskę rozciągającą się od nasady dzioba, przechodzącą w czarne upierzenie tyłu głowy, karku, boków szyi i grzbietu. Dolne części ciała, pokrywy podogonowe, kuper jasnoróżowo-czerwone. Skrzydła czarno-szare z ciemnoniebieskimi pokrywami drugiego rzędu. Ogon fioletowoniebieski z silnie wydłużonymi dwiema środkowymi sterówkami, które są o 8 cm dłuższe niż jego reszta, a zakończone są białymi łopatkowymi końcówkami. Młode osobniki mają żółtawo-pomarańczowy dziób z ciemniejszym odcieniem u podstawy, brązowe górne części ciała.
Długość ciała 22–27 cm (30–35 cm wraz z wydłużonymi sterówkami); masa ciała: samiec 57 g (jeden zbadany osobnik), samice 47–57 g.

## Zasięg występowania
Sterowik czerwonobrzuchy jest endemitem Nowej Gwinei. Występuje w dwóch oddzielonych od siebie populacjach – na zachodzie wyspy w indonezyjskich prowincjach Papua Zachodnia i Papua Południowo-Zachodnia i na północnym wschodzie w Papui-Nowej Gwinei w prowincjach Morobe i Madang – od pasma Adelbert na wschód do półwyspu Huon i na południe do górnego biegu rzeki Watut i doliny Bulolo. Występuje najczęściej na terenach położonych na wysokości do 900 m n.p.m., a tylko sporadycznie jest spotykany wyżej – do 1500 m n.p.m. Zasięg występowania (EOO, Extent of Occurrence) według szacunków organizacji BirdLife International obejmuje około 538 tys. km².

## Ekologia
Głównym habitatem sterowika czerwonobrzuchego są pierwotne lasy tropikalne nizinne i górskie (w wąwozach na zalesionych wzgórzach). Spotykany jest także w podmokłych lasach w okolicach rzek, namorzynach oraz w wysokich lasach wtórnego wzrostu. Jest gatunkiem osiadłym. Dieta tego gatunku jest słabo zbadana, składa się z owadów, ich larw oraz prawdopodobnie dżdżownic. Długość pokolenia jest określana na 5,7 roku.

### Rozmnażanie
Brak szczegółowych informacji na temat rozmnażania, opisany jest tylko niedatowany przypadek znalezienia 2 jaj.

## Status zagrożenia
W Czerwonej księdze gatunków zagrożonych Międzynarodowej Unii Ochrony Przyrody gatunek ten został zaliczony do kategorii LC (ang. Least Concern – najmniejszej troski). Ptak ten jest słabo poznany, a jego liczebności nie oszacowano. Gatunek ten jest opisywany jako lokalnie pospolity. BirdLife International ocenia trend liczebności populacji jako spadkowy z powodu zmniejszania się naturalnego habitatu.